# 스테츤 대학교
스테츤 대학교(Stetson University)는 미국 플로리다주 센트럴플로리다의 주간고속도로 제4호선 통로(corridor)를 가로질러 위치한 4개의 칼리지와 학교를 갖춘 사립 대학이다. 플로리다주 드랜드에 주요 학부 캠퍼스가 위치해 있다. 1883년 건립되었고 1887년 설립되었다. 스테츤 대학교에는 현재 총 4,000명 이상의 학생들이 등록되어 있다.